# Hemigalus derbyanus
La civeta de las palmeras rayada o musang listado (Hemigalus derbyanus) es una especie de mamífero carnívoro de la familia Viverridae. Se extiende por el Sureste asiático, encontrándose en el sur de Birmania, península de Malaca, Borneo, Sumatra e islas Mentawai. Su aspecto recuerda al de la civeta de Owston, especie que puebla zonas del norte de Indochina y sur de China.
Es la única especie del género monotípico Hemigalus.

## Subespecies
Se han descrito las siguientes subespecies:
- Hemigalus derbyanus derbyanus
- Hemigalus derbyanus boiei
- Hemigalus derbyanus minor
- Hemigalus derbyanus sipora